# Juju (Siouxsie and the Banshees)
| Recensione | Giudizio    |
| ---------- | ----------- |
| AllMusic   | [ 2 ]       |
| NME        | molto buono |
| Sounds     | [ 3 ]       |

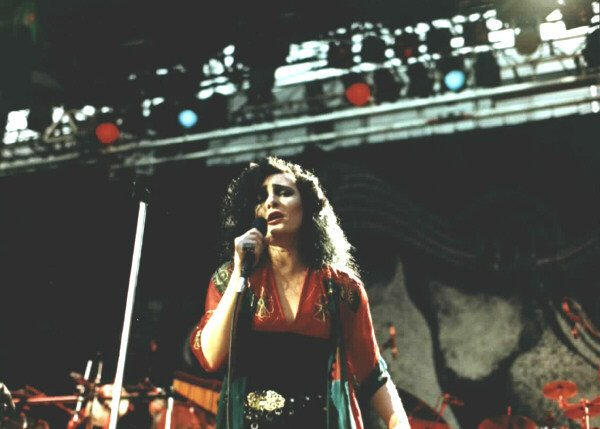
Siouxsie and the Banshees nel 1991

Juju è il quarto album del gruppo musicale britannico Siouxsie and the Banshees. L'album è stato rilasciato il 19 giugno 1981 ed è entrato nella Official Albums Chart nel Regno Unito la settimana successiva il 27 giugno al numero 7.
L'album è stato un successo commerciale nel Regno Unito. Alla sua uscita è stato acclamato dalla critica, con lode particolare a John McGeoch per il modo non convenzionale di suonare la chitarra e alle performance vocali di Siouxsie. Rimane uno dei preferiti dalla critica ed è considerato una pietra miliare del post-punk.

## Il disco

### Contesto
Dopo la parentesi elettronica di Kaleidoscope, i Banshees ritornano a un sound più rock. Nonostante nelle loro dichiarazioni i membri della band prendano le distanze dal movimento "dark" o "gotico" che sta prendendo piede in quegli anni, l'album Juju, con canzoni rivelatrici fin dal titolo quali Spellbound, Halloween o Voodoo Dolly, appare chiaramente influenzato da questa corrente: d'altronde, nelle foto pubblicitarie Siouxsie e gli altri appaiono pesantemente truccati e con un corredo di oggettistica quali teschi, croci, stelle di David, ecc., mostrando chiaramente che i Banshees non si sottraggono a questa moda. In seguito, lo stesso Steven Severin ammetterà l'operazione.

Ciò nonostante in Juju non mancano momenti interessanti, come la stessa Spellbound o l'orientaleggiante Arabian Knights, non a caso scelte entrambe come singoli.
Musicalmente, Siouxsie and the Banshees sono tornati ad un suono basato sulla chitarra, dovuto alla presenza dell'ormai chitarrista ufficiale McGeoch. Inoltre l'album presenta bene in vista il lavoro intricato di percussioni del membro della band Budgie.
Secondo Steven Severin: "Con Juju è stata la prima volta che abbiamo fatto un concept album che ha attirato gli elementi più "dark". Non è stato pre-programmato, ma, mentre stavamo scrivendo, abbiamo visto un filo preciso che attraversava le canzoni; quasi una narrazione per l'intero album".
L'album è stato registrato alla studio co-produttore Gray's Surrey Sound, co-prodotto da Nigel Gray. La copertina riproduce una foto di una statua africana che hanno trovato presso l'Horniman Museum a Forest Hill.

### Pubblicazione
Juju raggiunse la posizione n. 7 delle classifiche britanniche, rimanendo in classifica per 17 settimane; i singoli estratti furono Spellbound (pubblicato il 22 maggio 1981, raggiunse la posizione n. 22 delle classifiche) e Arabian Knights (pubblicato il 24 luglio 1981, posizione n. 32).
Il 29 maggio 2006 la Polydor pubblicò una versione deluxe rimasterizzata dell'album con in più le versioni remix dei singoli (Spellbound 12" Mix e Arabian Knights 12" Vocoder Mix) e Fireworks, singolo precedentemente non incluso in nessun album e presente solo nella raccolta Twice Upon a Time: The Singles.
Al momento della distribuzione, Juju ha ricevuto il plauso della critica.

### Stile musicale
Juju è un album post-punk ed è stato catalogato unicamente così da AllMusic. Il disco è stato classificato anche come art rock da The Guardian, che ha anche chiamato i due singoli come "meraviglie pop". Tuttavia, Juju è stato anche citato da alcuni critici come un album gothic rock, sebbene la band era in contrasto con tale categorizzazione. Siouxsie ha commentato: "Gotico nel suo senso più puro è in realtà un potente, genere contorto, ma il modo in cui è stato utilizzato dal giornalista-"goff" con un due "f"- mi sembrava sempre essere un'impressione sfrenata di cattivo gusto, e trovavo tutto tranne che paura. Non era quello che eravamo".

## Tracce
Testi di Sioux, musiche di Siouxsie and the Banshees, tranne ove indicato.
Lato 1
1. Spellbound - 3:17  (testo: Severin)
2. Into the Light - 4:13
3. Arabian Knights - 3:06
4. Halloween - 3:42 (testo: Severin)
5. Monitor - 5:33

Lato 2
1. Night Shift - 6:03
2. Sin in My Heart - 3:37
3. Head Cut - 4:22
4. Voodoo Dolly - 7:03

Tracce bonus rimasterizzazione CD 2006
1. Spellbound (12" Mix) - 4:43
2. Arabian Knights (12" Vocoder Mix) - 3:09
3. Fireworks (Nigel Gray Version) - 4:15 (testo: Severin)

## Formazione
- Siouxsie Sioux - voce, chitarra in "Sin in My Heart"
- John McGeoch - chitarra
- Steven Severin - basso
- Budgie - batteria, percussioni

### Produzione
- Nigel Gray - produzione
- Rob O'Connor - direzione artistica e disegno di copertina
- Stylo Rouge - direzione artistica
- Thomi Wroblewski - disegno di copertina e foto-illustrazioni
- Joe Lyons - fotografie